# Le Poulain
Pour plus de détails, voir Fiche technique et Distribution.
Le Poulain est une comédie française réalisée par Mathieu Sapin, sortie en 2018.

## Synopsis
Un jeune homme de 25 ans intègre par un concours de circonstances l’équipe de campagne d’un candidat à l’élection présidentielle. Il devient l’assistant d’Agnès Karadzic, directrice de la communication, une femme de pouvoir et d’expérience qui l’attire et le fascine. Elle l’initie aux tactiques de campagne, et à ses côtés il observe les coups de théâtre et les rivalités au sein de l’équipe, abandonnant peu à peu sa naïveté pour gravir les échelons, jusqu’à un poste très stratégique.

## Fiche technique
- Titre français : Le Poulain
- Réalisation : Mathieu Sapin
- Scénario : Mathieu Sapin et Noé Debré
- Photographie : Jérôme Alméras
- Montage : Pierre Deschamps
- Premier assistant monteur : Julien Soudet
- Renfort montage : Tamouna Gugulashvili[réf. souhaitée]
- Assistante monteur son : Juliette Heintz
- Bruiteur : Pascal Chauvin[réf. souhaitée]
- Assistant Bruiteur : Franck Tassel[réf. souhaitée]
- Musique : Nicolas Repac
- Décors : Mathieu Menut
- Repérages: Sébastien Giraud
- Costumes : Anne-Sophie Gledhill
- Producteur : François Bœspflug, Stéphane Parthenay, David Grumbach et Mathieu Robinet
- Production : Pyramide Productions et BAC Films
- SOFICA : Cinémage 12, Cofimage 29, Indéfilms 6
- Distribution : BAC Films
- Budget : 4,1 millions d'euros
- Pays d'origine :  France
- Genre : Comédie
- Durée : 97 minutes
- Dates de sortie :
  - France : 22 août 2018 (Festival du film francophone d'Angoulême) ; 19 septembre 2018 (sortie nationale)

## Distribution
- Alexandra Lamy : Agnès Karadzic
- Finnegan Oldfield : Arnaud Jaurès
- Gilles Cohen : Pascal Prenois
- Valérie Karsenti : Catherine Beressi
- Philippe Katerine : Daniel
- Brigitte Roüan : Jacqueline Prenois
- Géraldine Martineau : Géraldine, journaliste TV
- Matthew Ford : un militant
- Tara Martinez : une militante
- Maud Pugliese : Leslie
- Gaspard Gantzer : Edwin
- Jean-Claude Baudracco : Jean-Claude Escoffier, le maire
- Olga Mouak : Cécile
- Frédéric Neidhardt : Bertrand
- Guillaume Costanza : Salim
- Saadia Bentaïeb : La présidente Martineau
- Dominique Ratonnat : Conseiller grisâtre
- Anne-Juliette Vassort : Assistante de Catherine Beressi
- Antoine Guiral : Journaliste dans le train
- Frédéric Niffle : Philippe
- Jacques Allaire : Henri
- Zazon Castro : Eléonore
- Daniel Trubert : Notable strasbourgeois
- Mathieu Sapin : Secrétaire général adjoint de l'Elysée

## Accueil

### Box-office
| Pays ou région | Box-office      | Date d'arrêt du box-office | Nombre de semaines |
| -------------- | --------------- | -------------------------- | ------------------ |
| France         | 150 519 entrées | 6 novembre 2018            | 7                  |
| Total mondial  | 962 342 $       | -                          | -                  |